# Gmina Ellsworth (hrabstwo Emmet)

Położenie Gminy Ellsworth w hrabstwie Emmet

Gmina Ellsworth (ang. Ellsworth Township) – gmina w USA, w stanie Iowa, w hrabstwie Emmet. Według danych z 2000 roku gmina miała 193 mieszkańców, a jej powierzchnia wynosi 75,27 km².